# Casserres
Casserres è un comune spagnolo di 1 528 abitanti situato nella comunità autonoma della Catalogna.

## Galeria de fotos

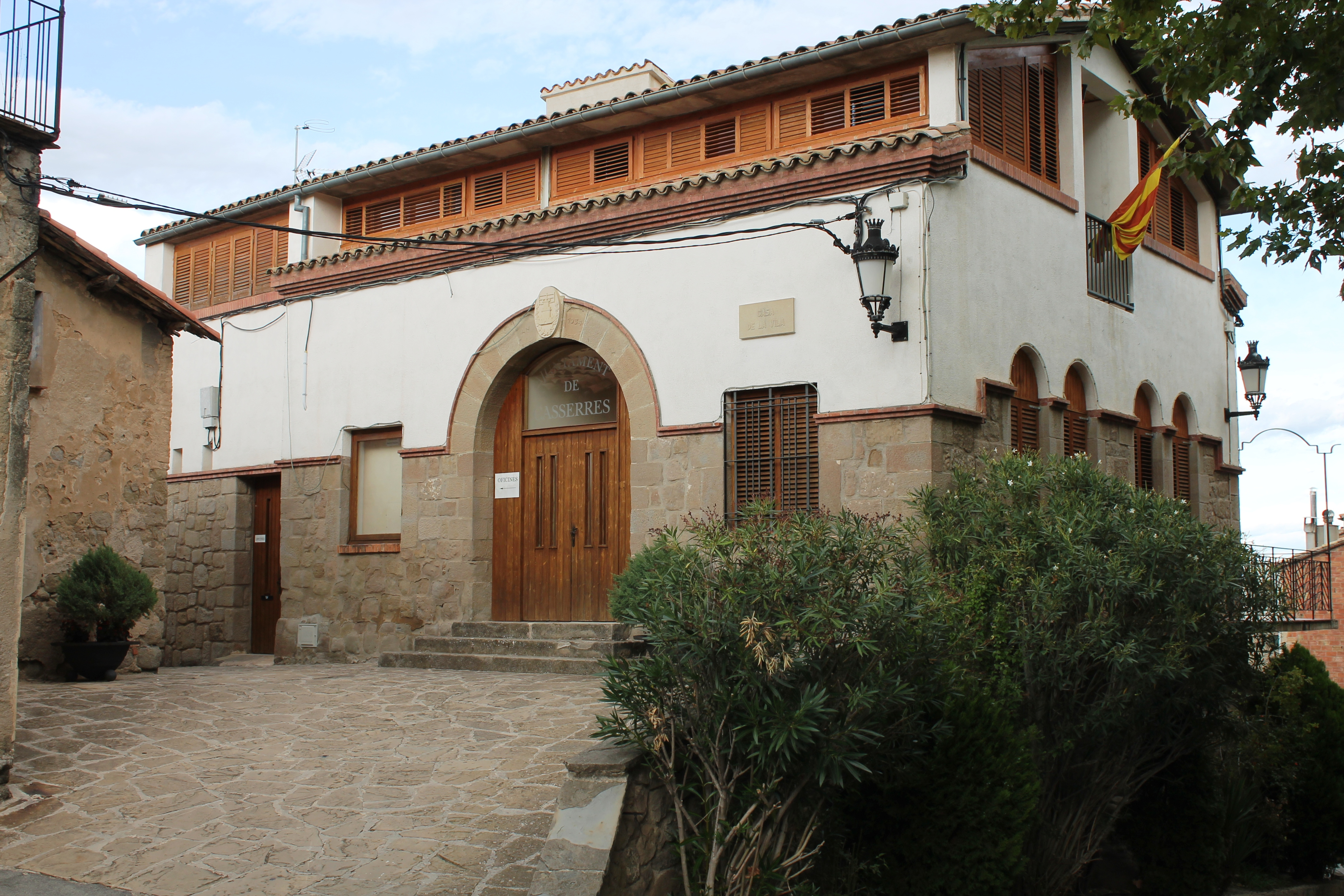
Ajuntament de Casserres
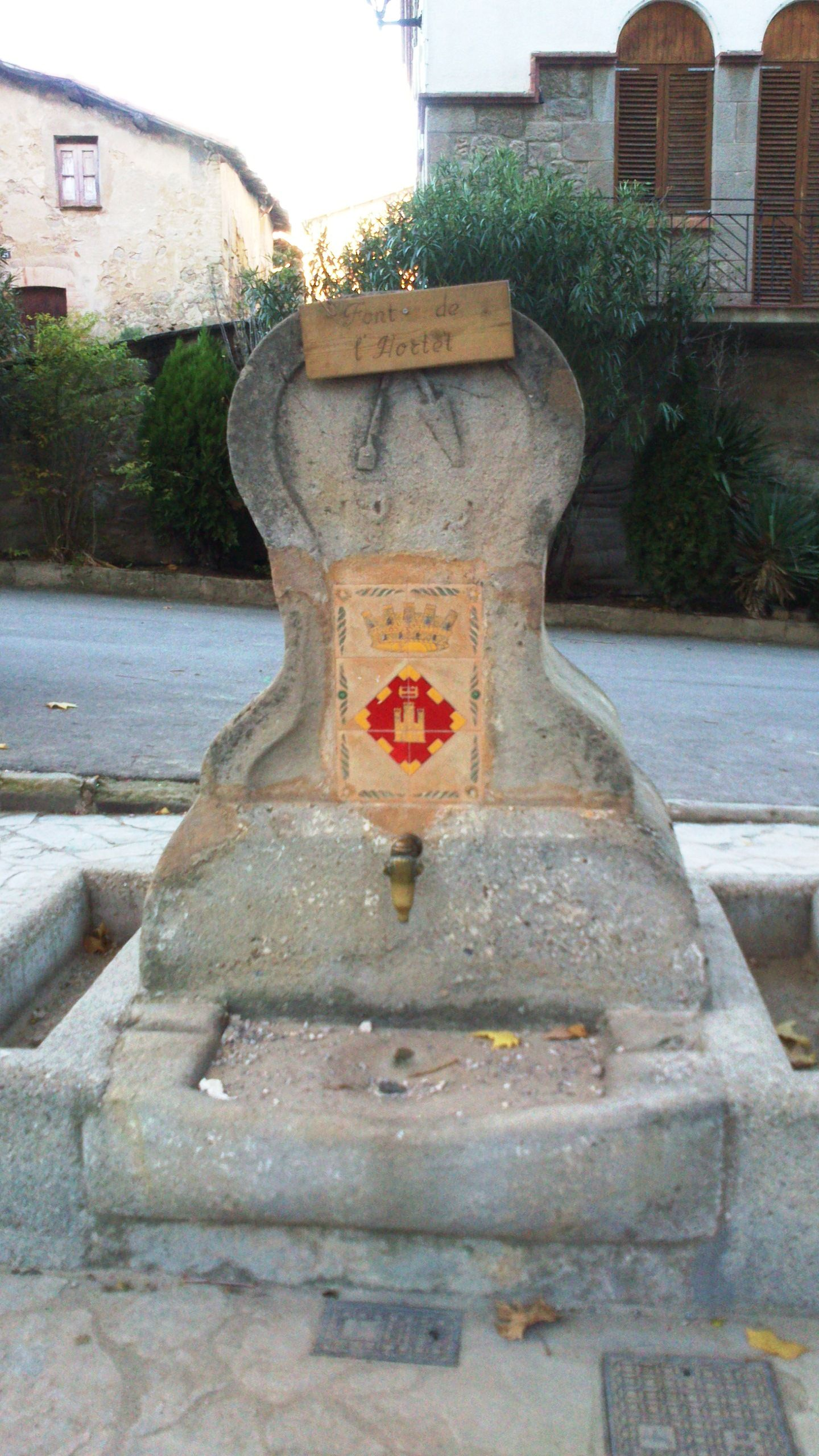
Font de l'Hortet
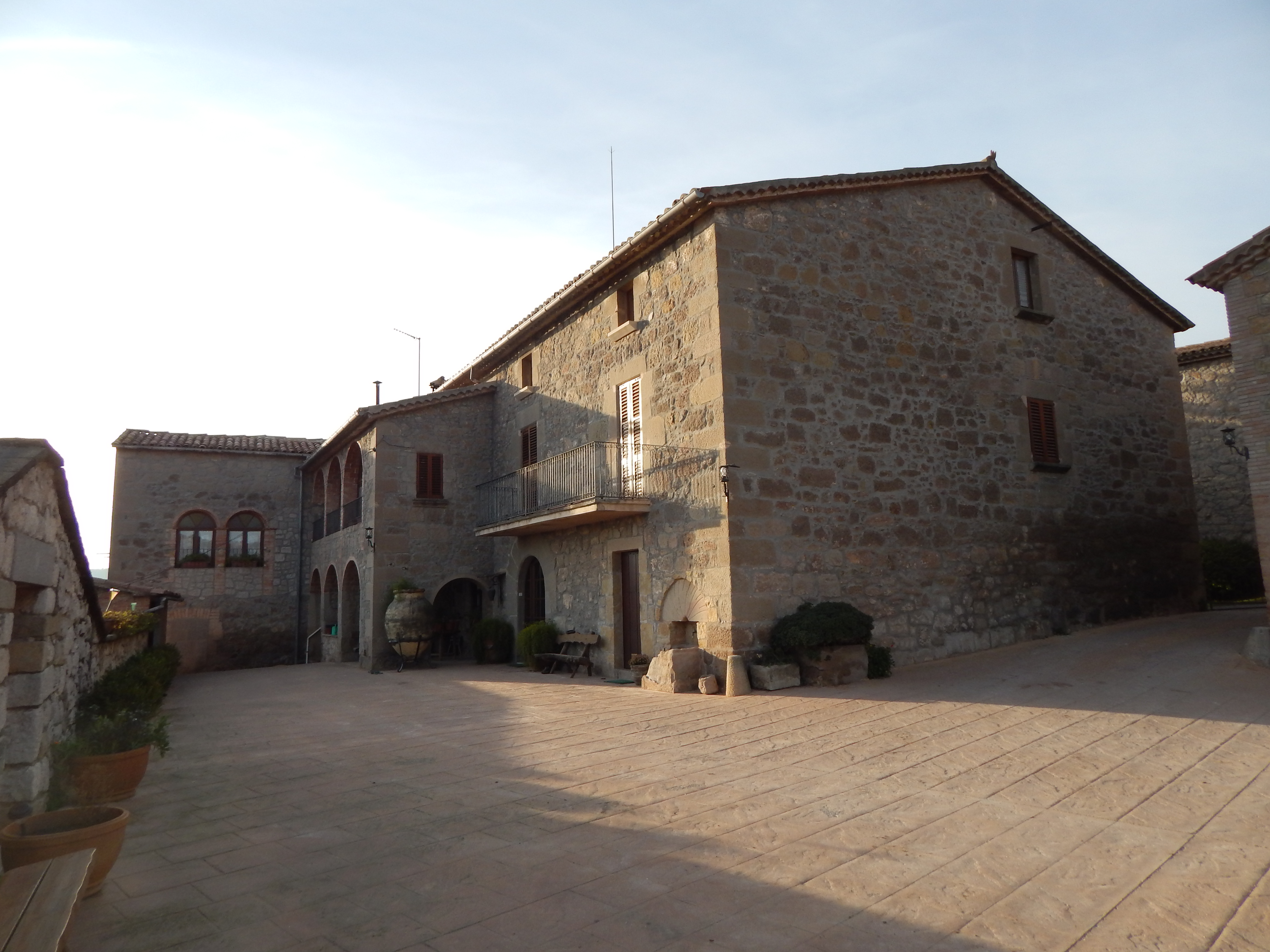
Barbats
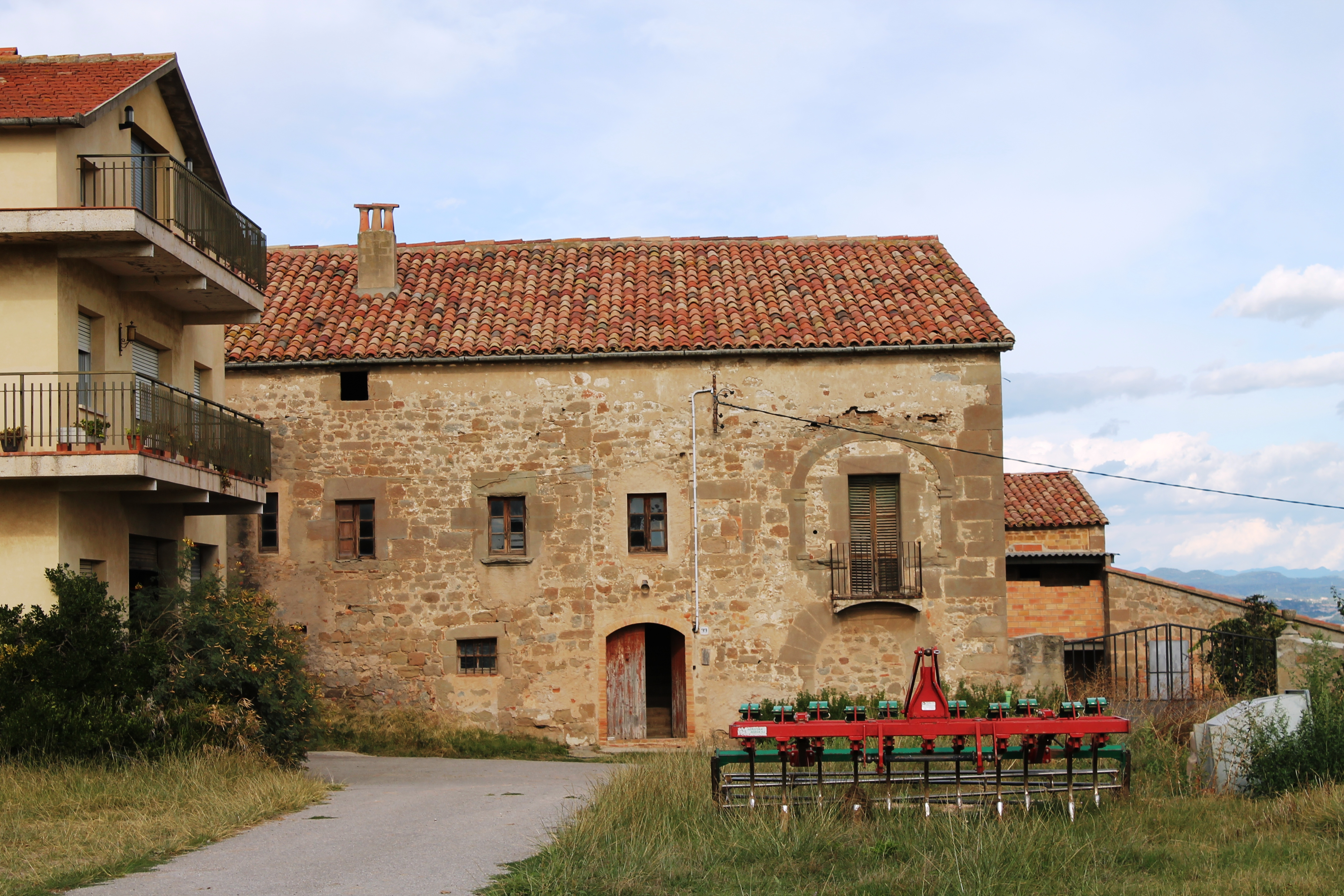
Ca n'Eloi
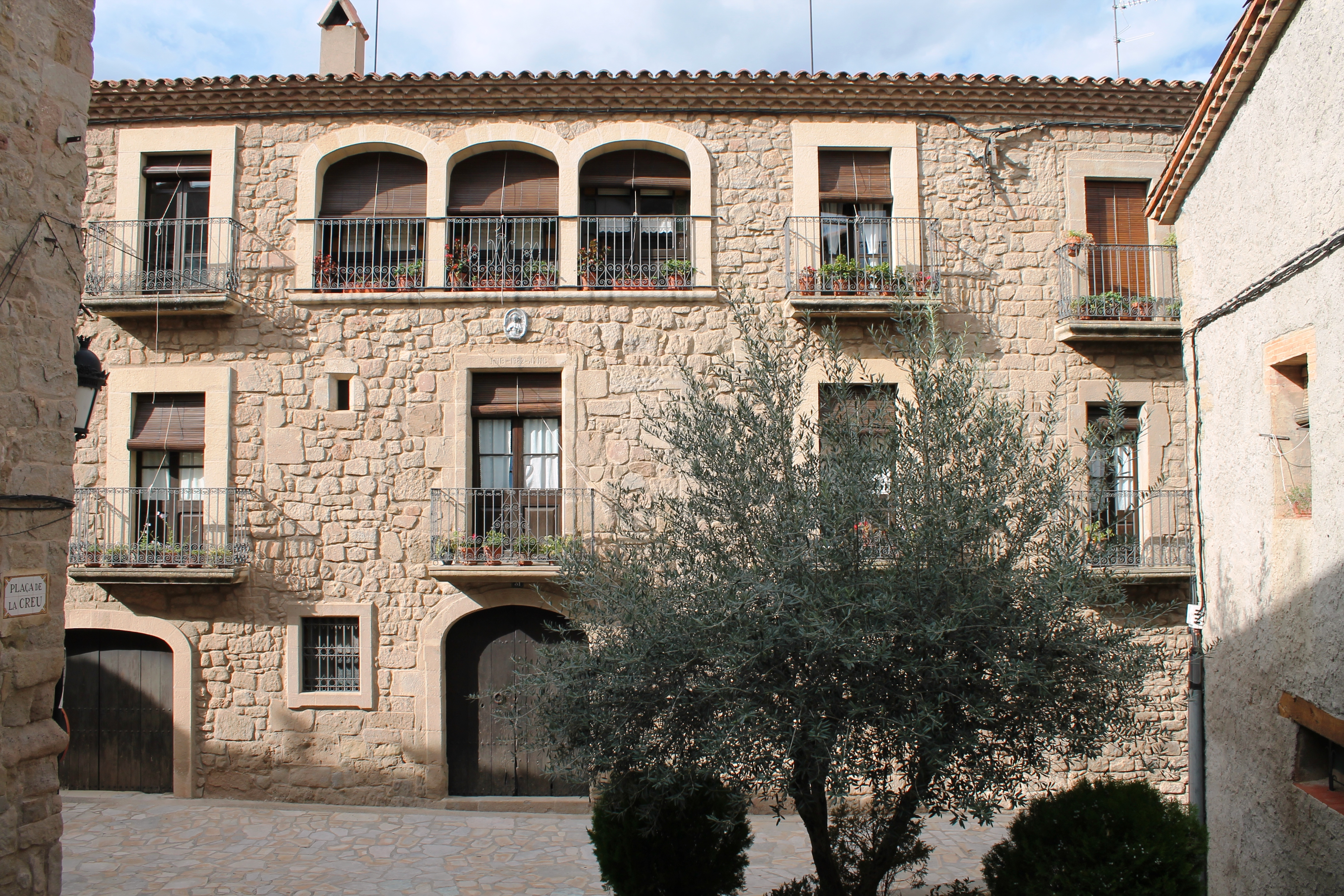
Bernadàs
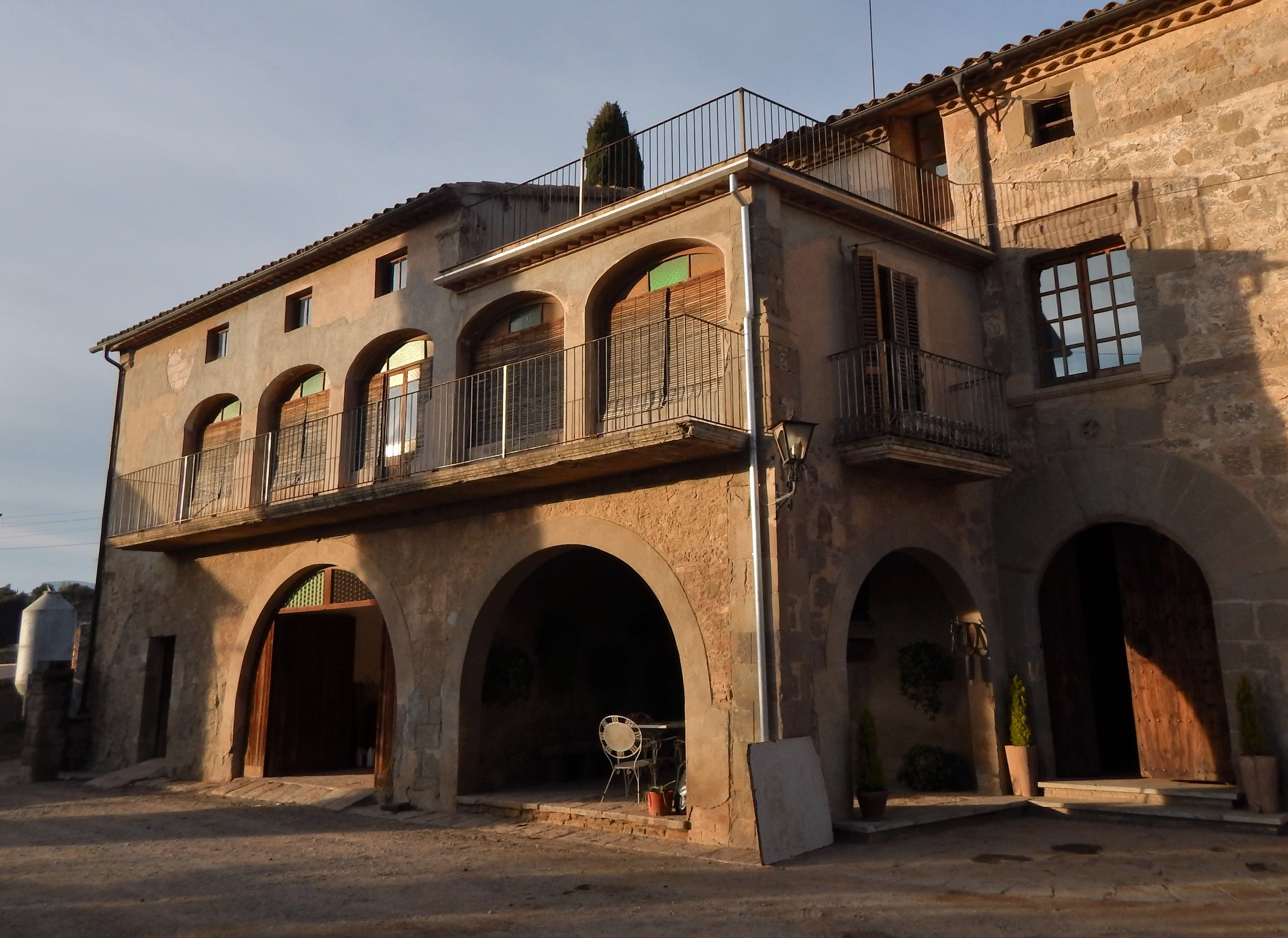
Canudas
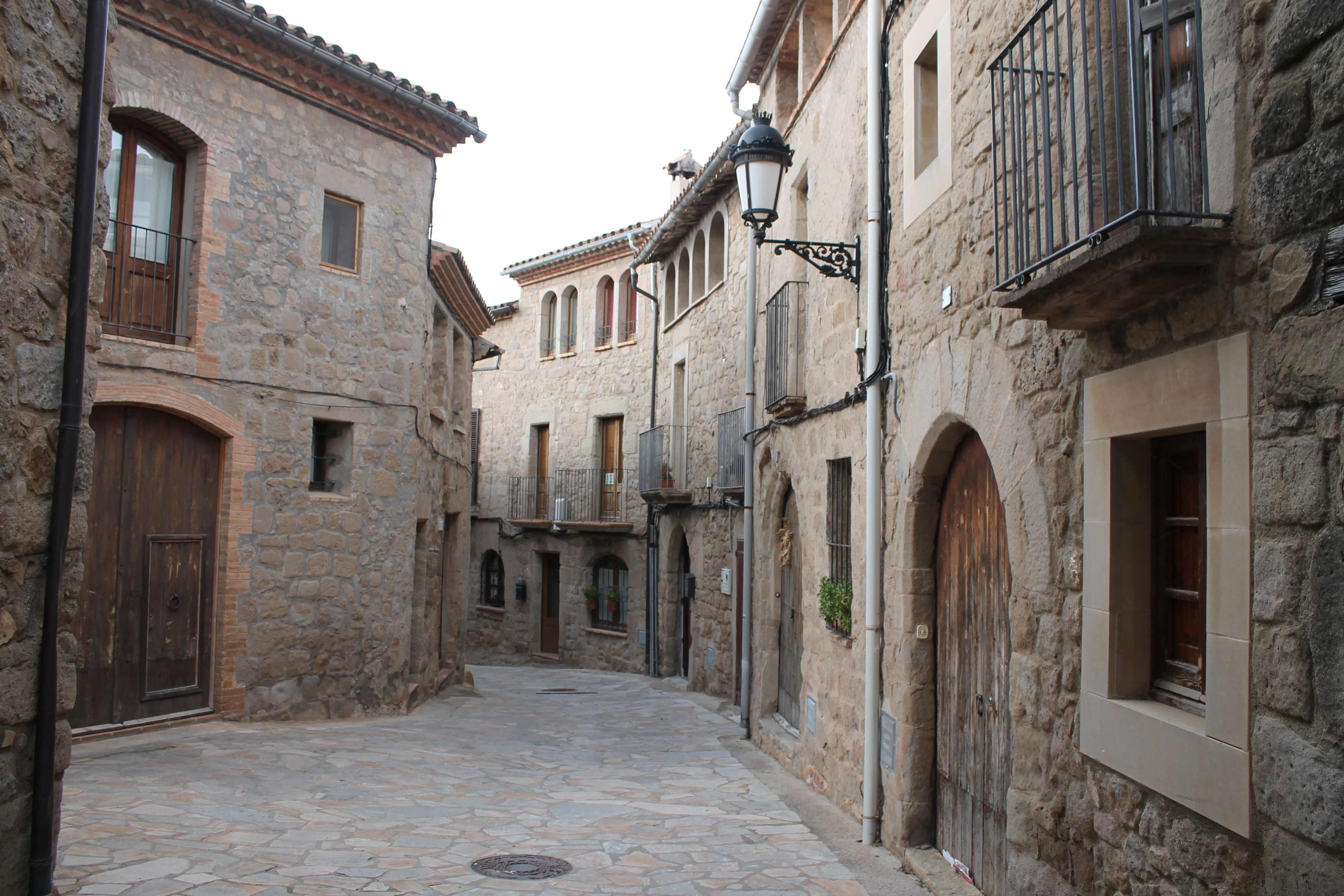
Carrer Major
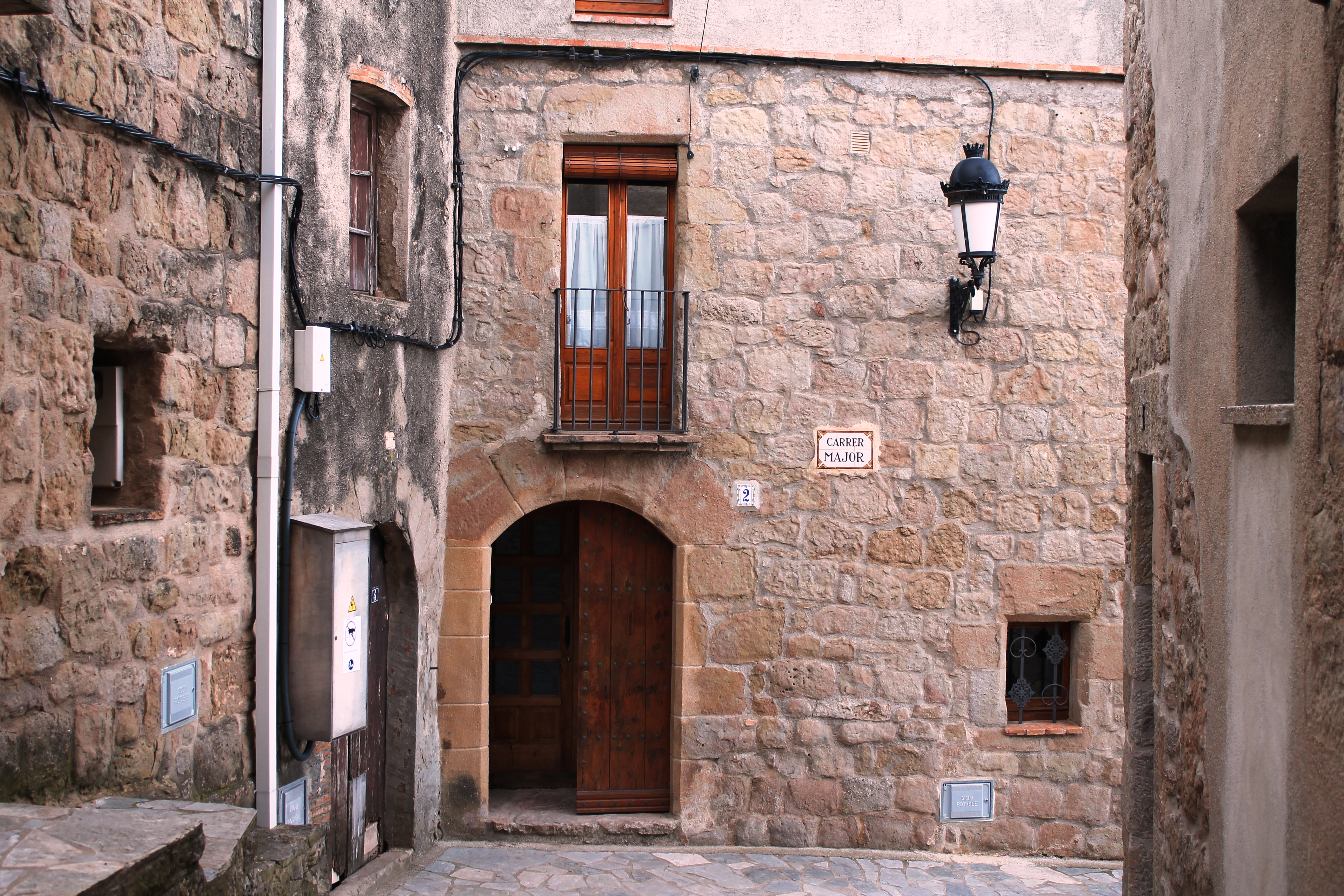
Carrer Major
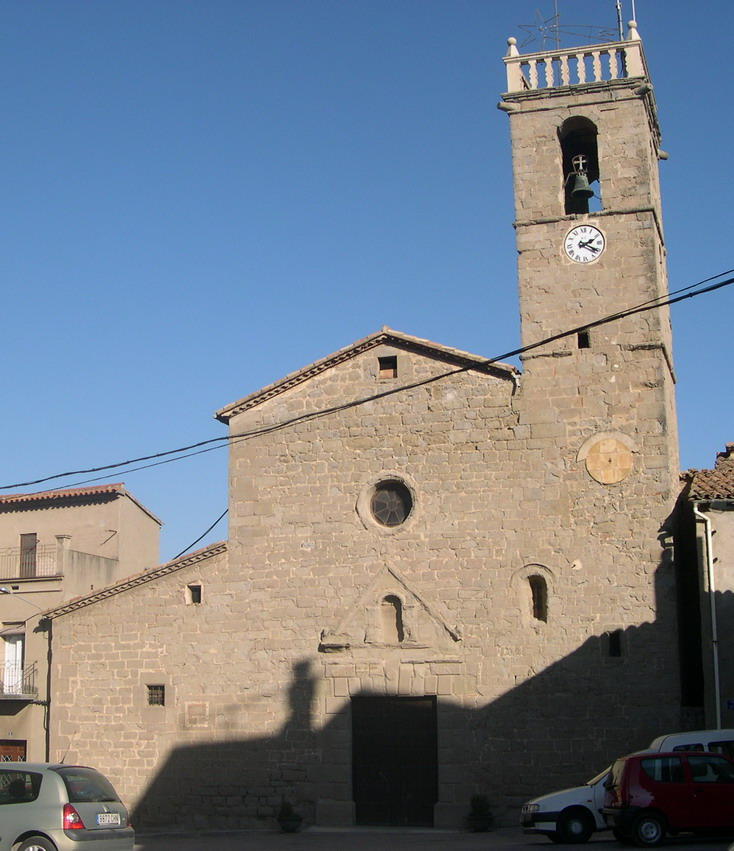
Mare de Déu dels Àngels de Casserres
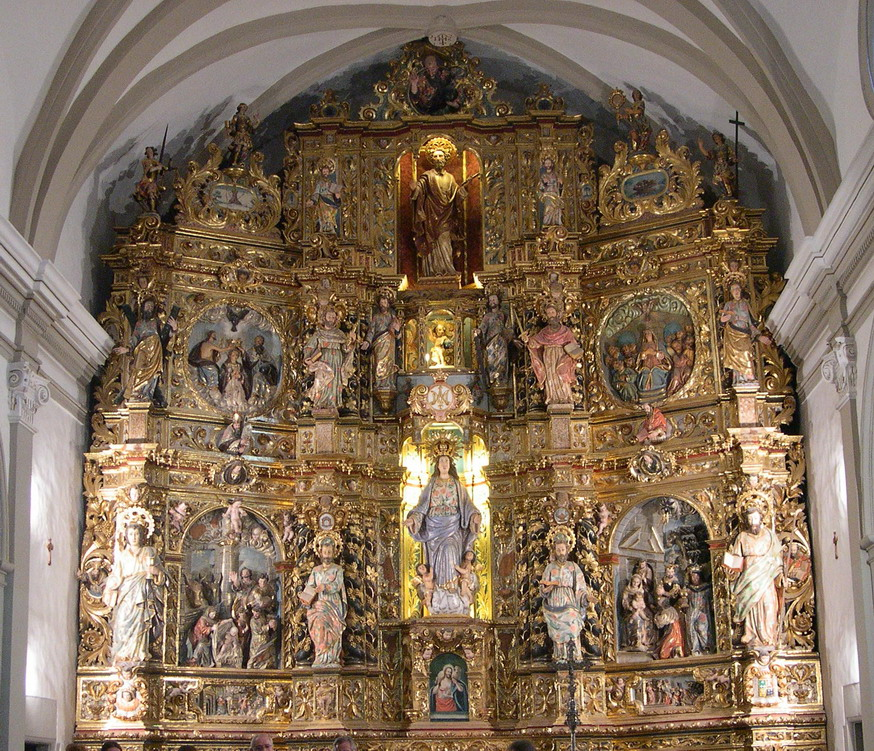
Retaule
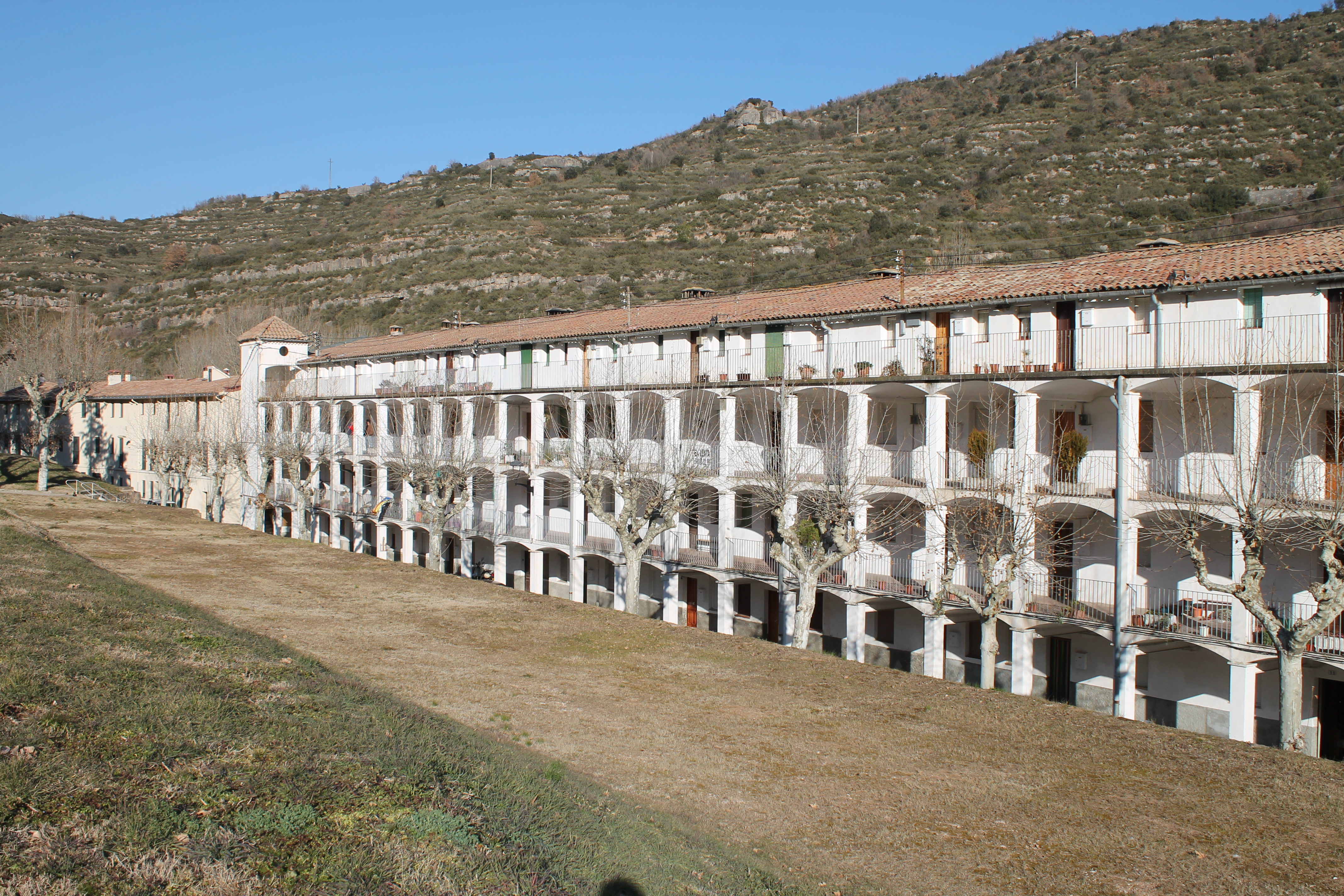
El Guixaró
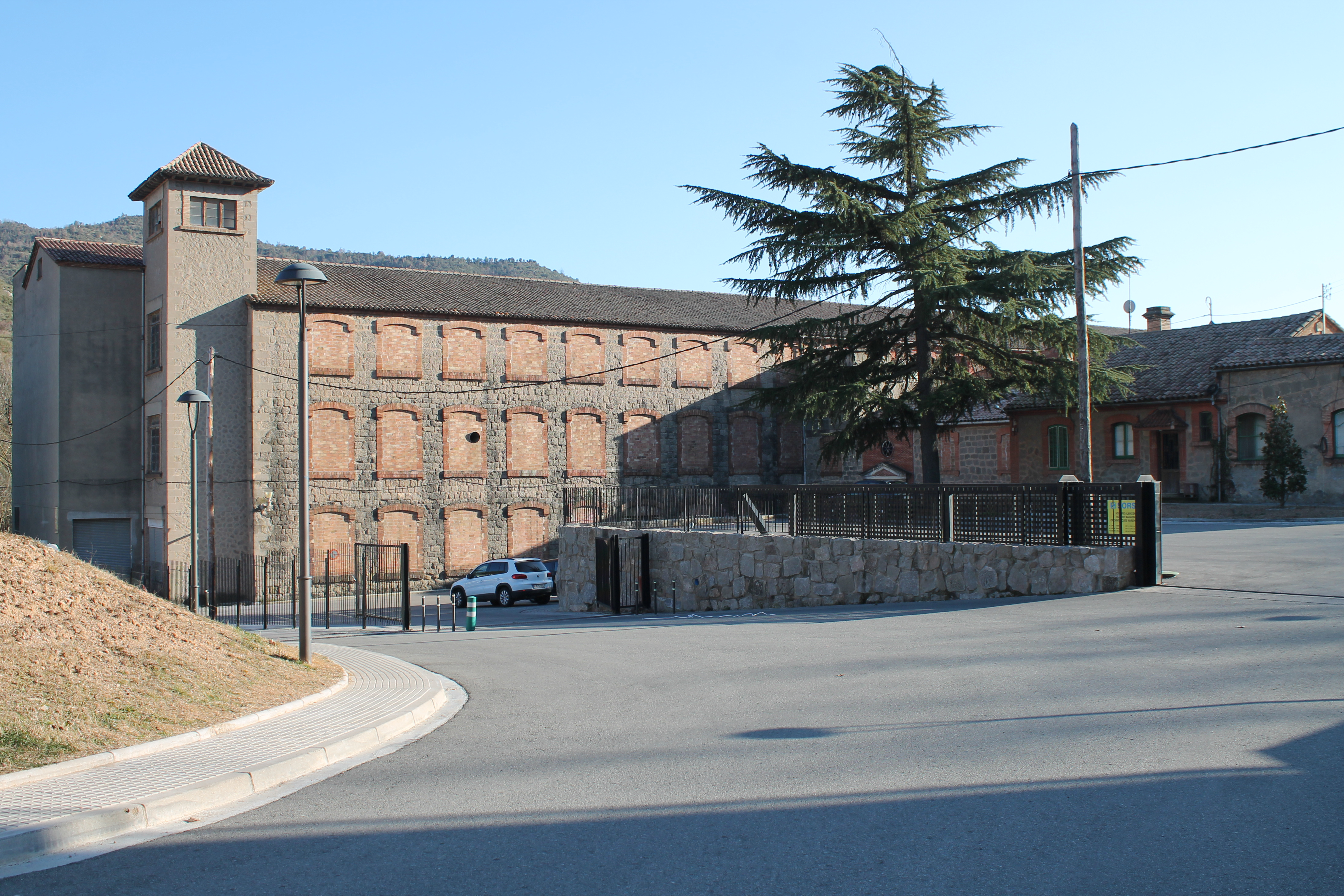
El Guixaró
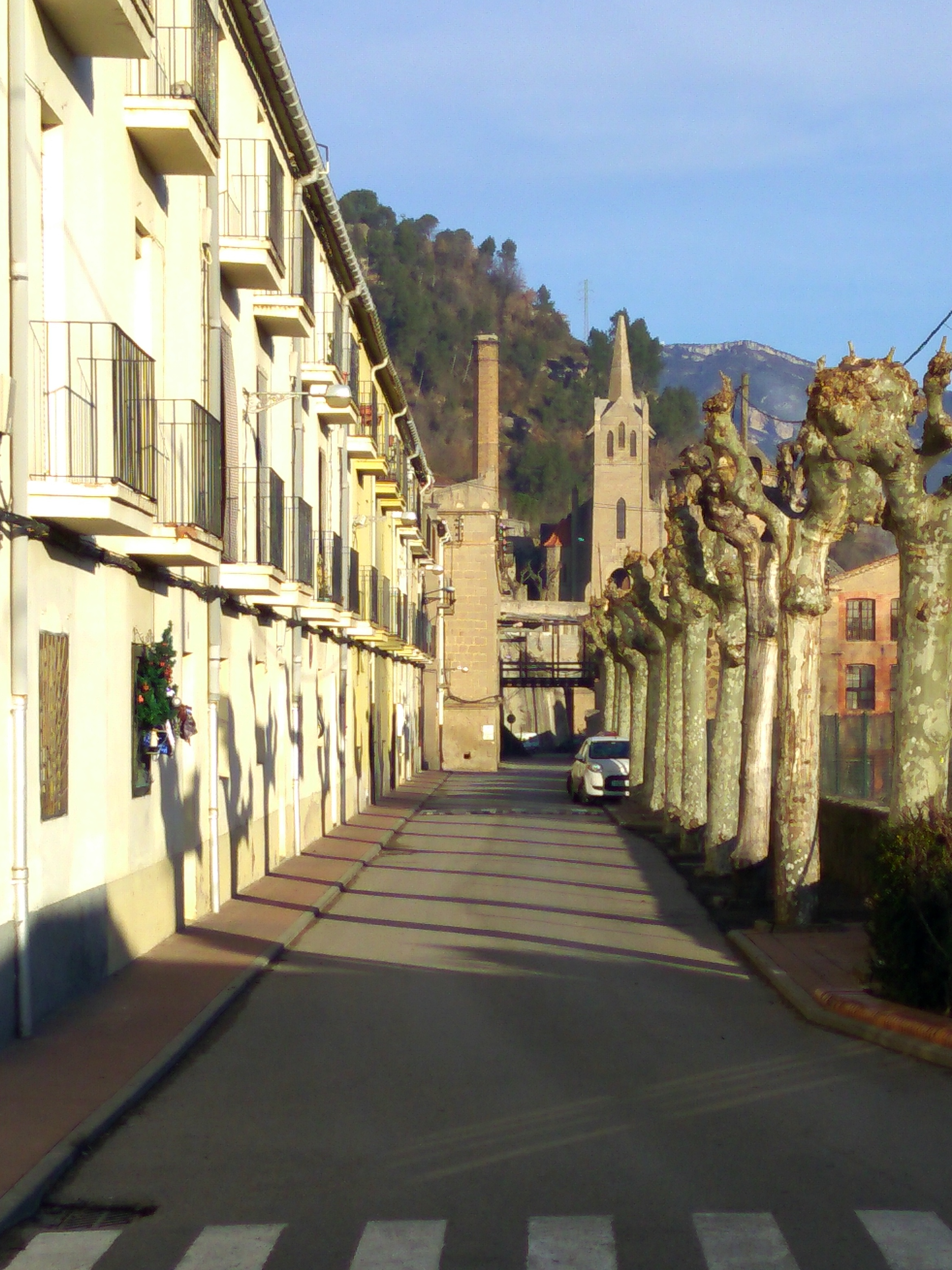
L'Ametlla de Casserres
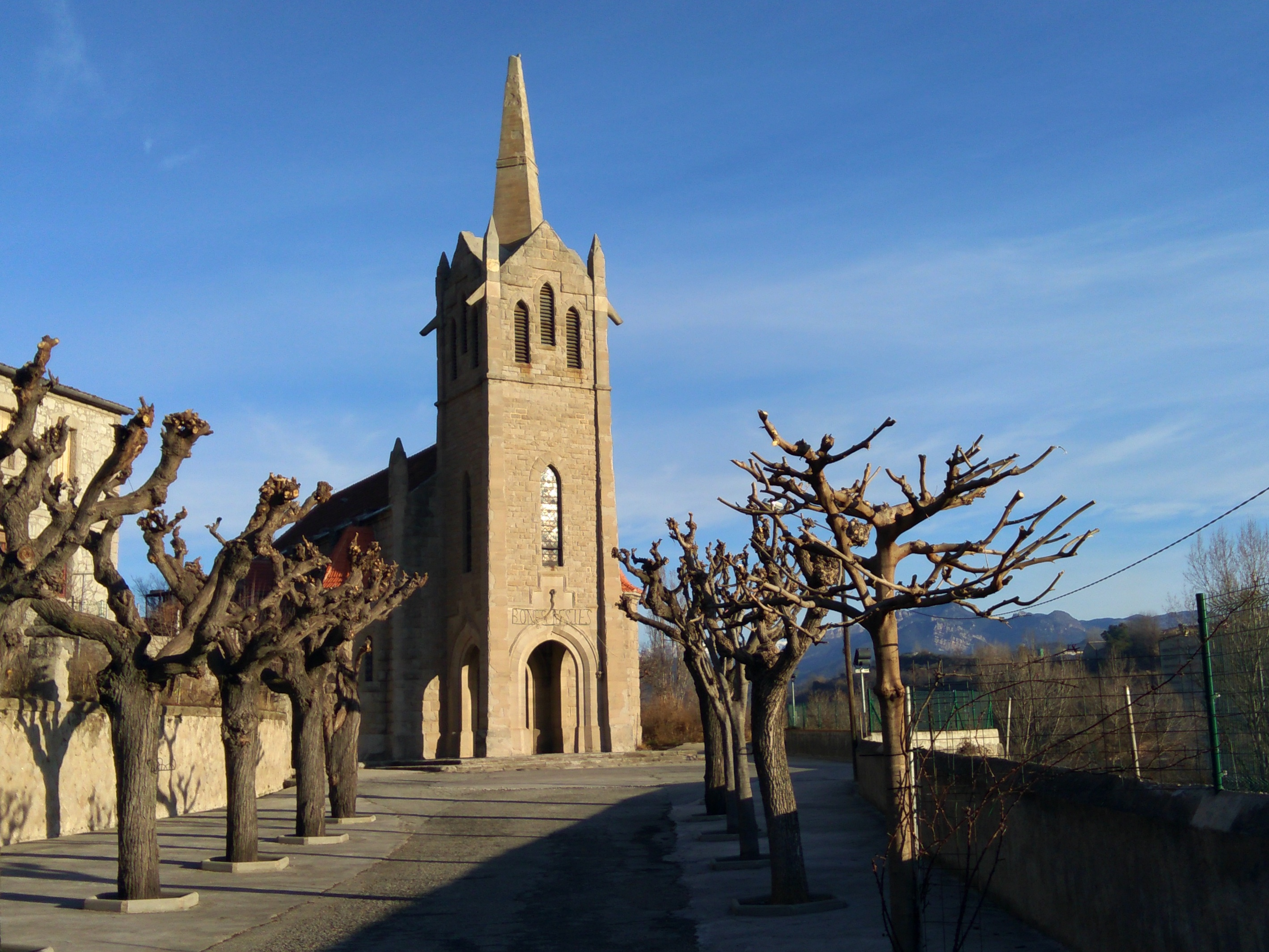
Mare de Déu del Roser de l'Ametlla de Casserres
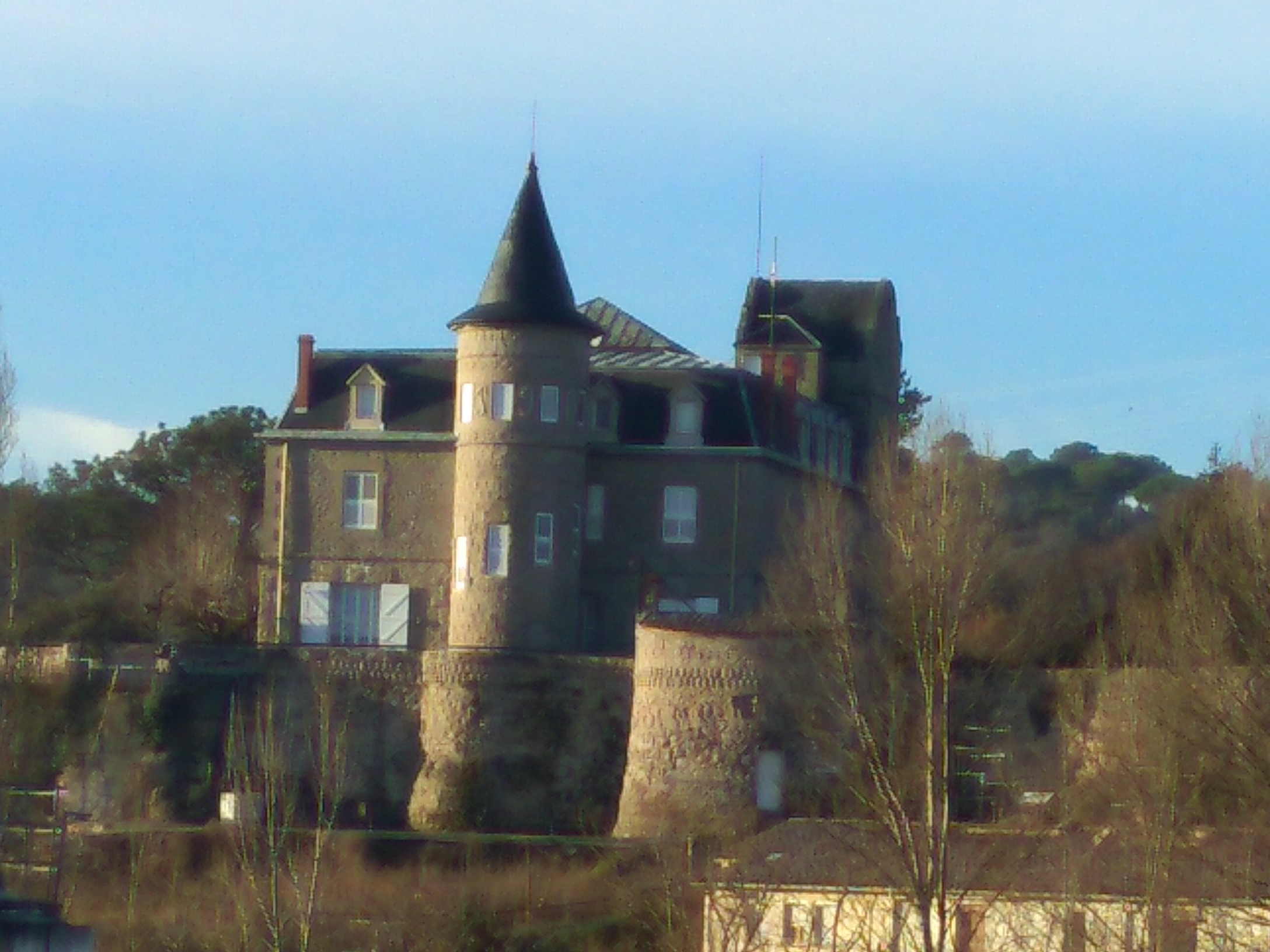
Torre de l'Ametlla de Casserres
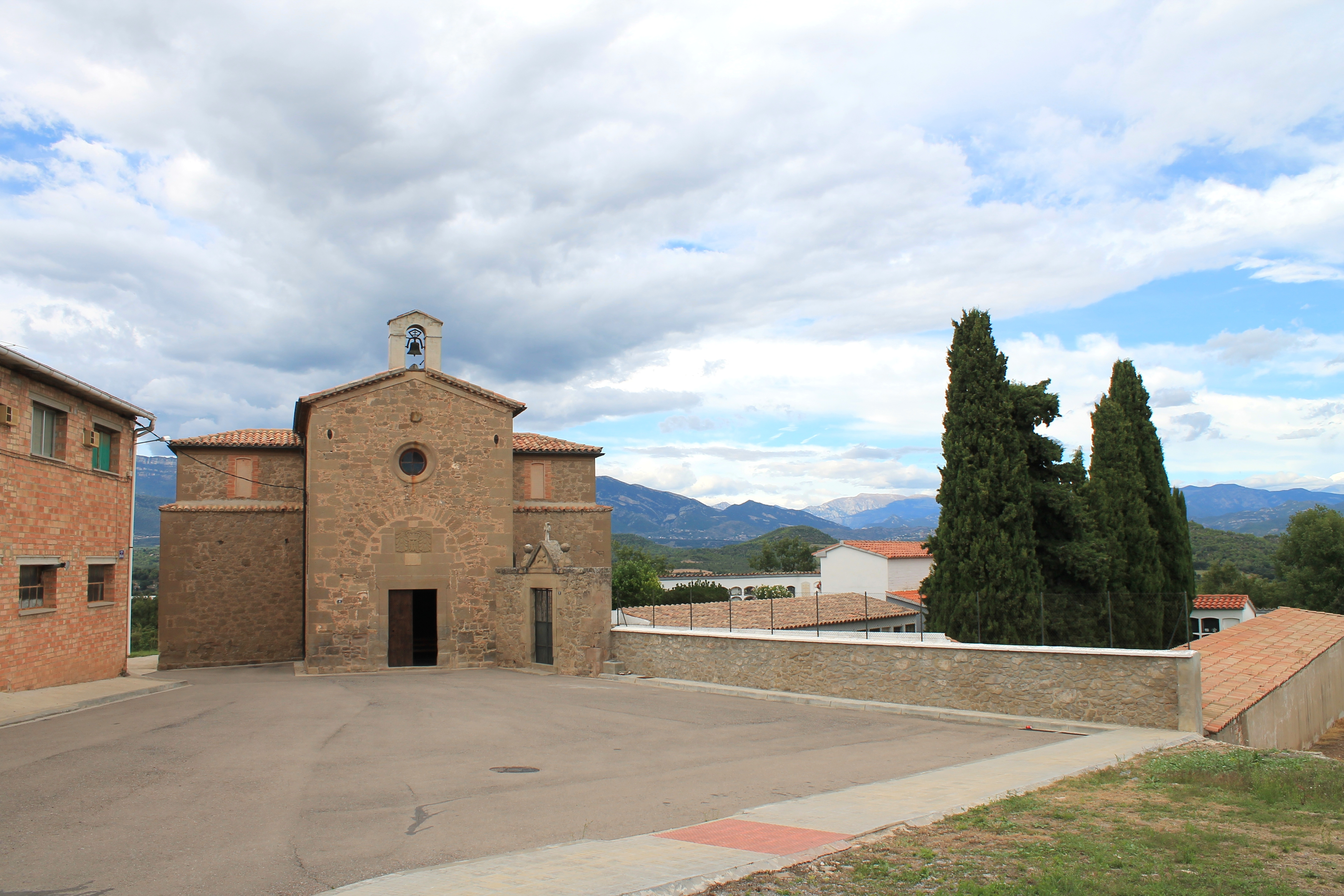
Mare de Déu de l'Antiguitat de Casserres
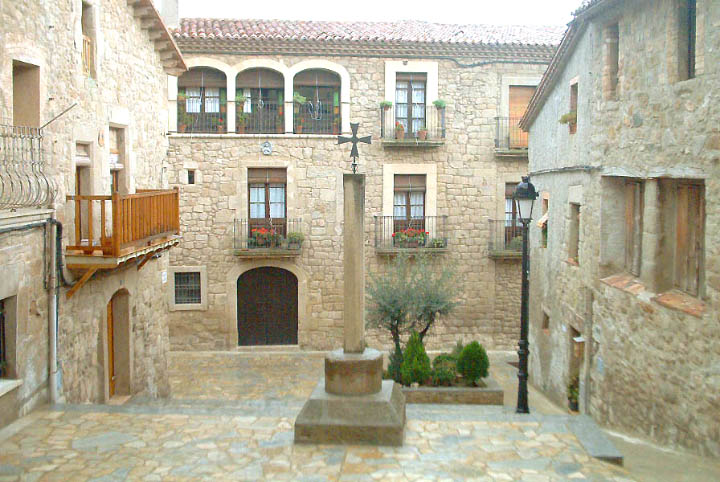
Plaça de la Creu
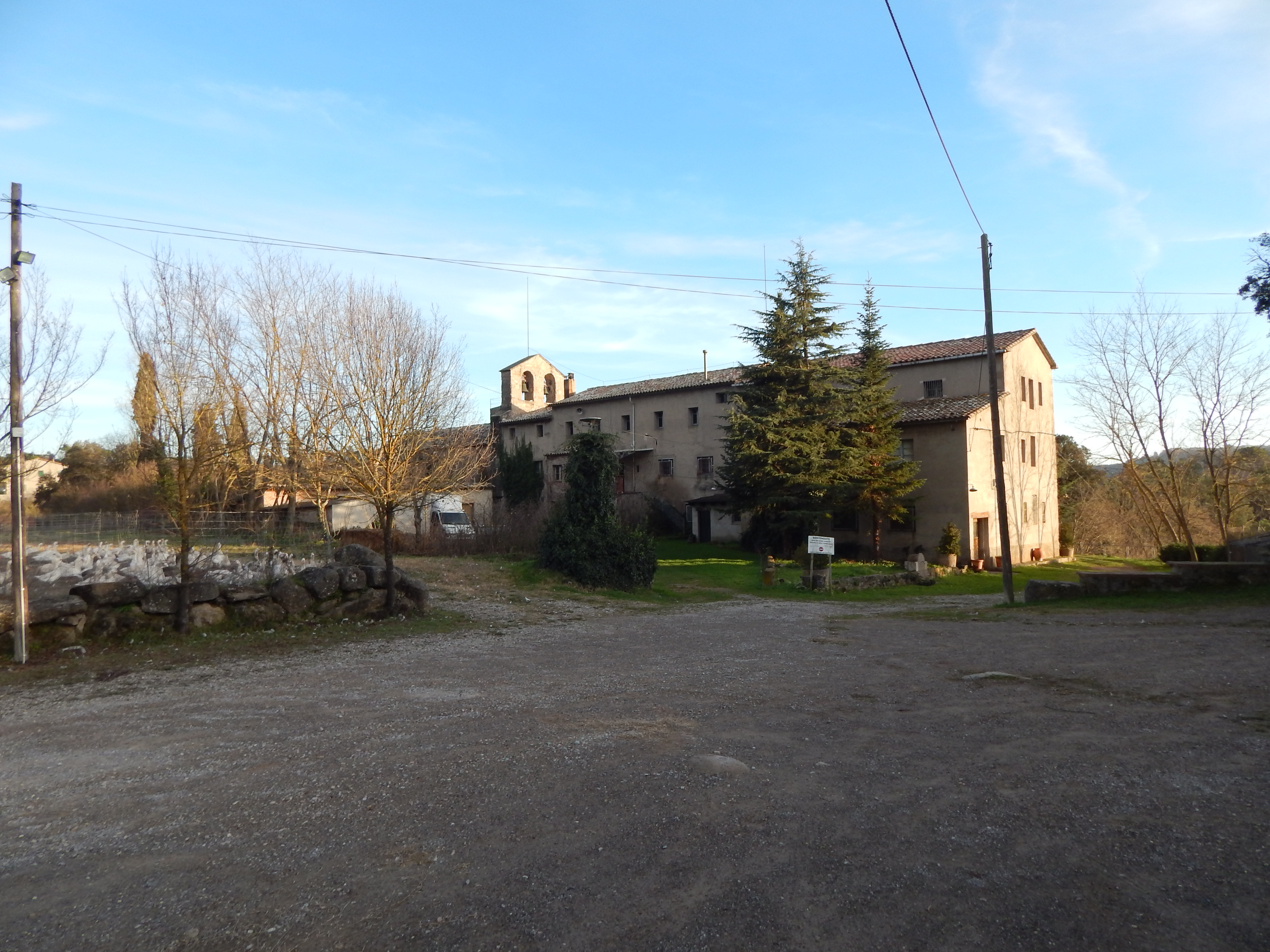
Sant Pau de Casserres
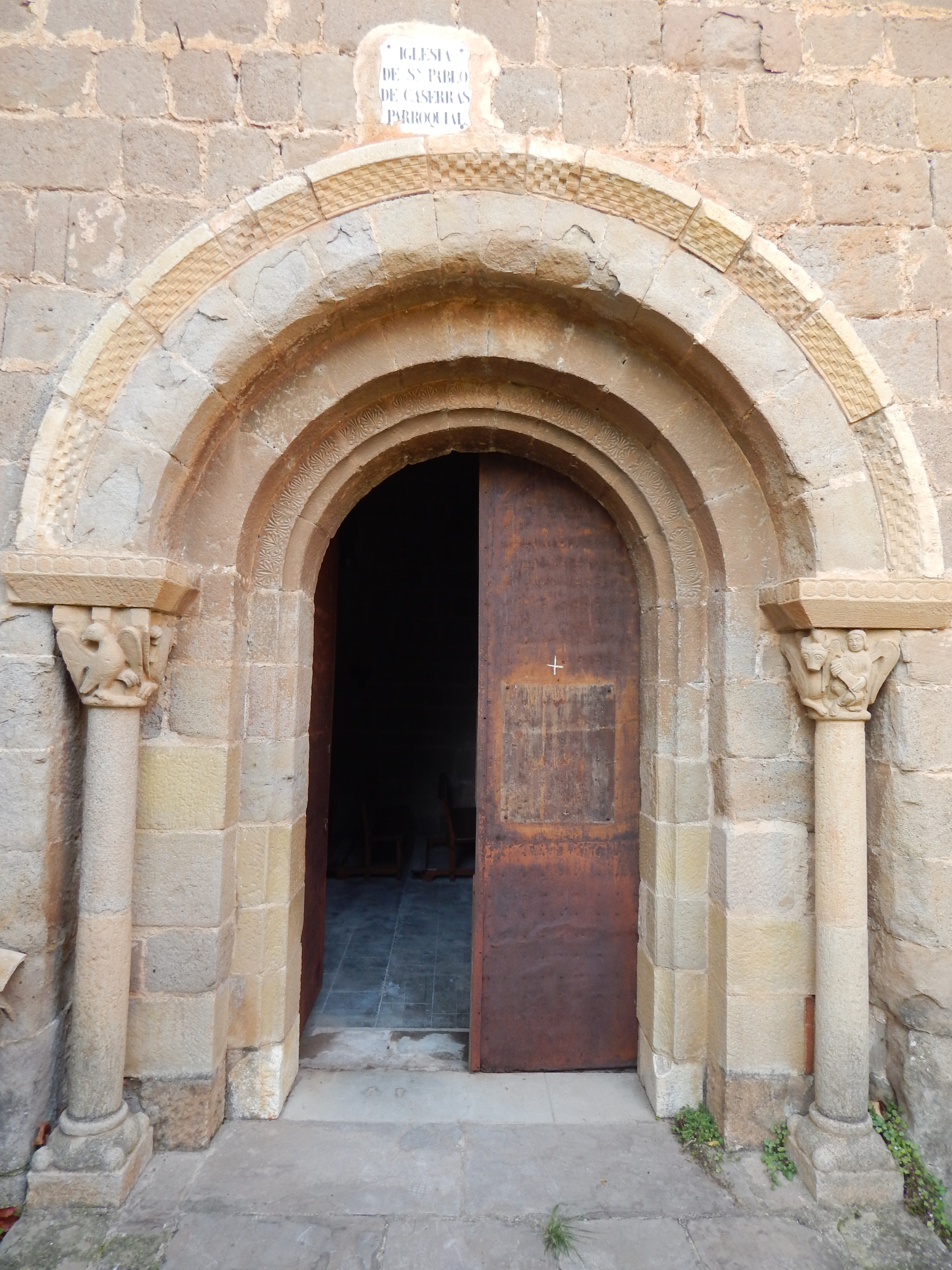
Sant Pau de Casserres
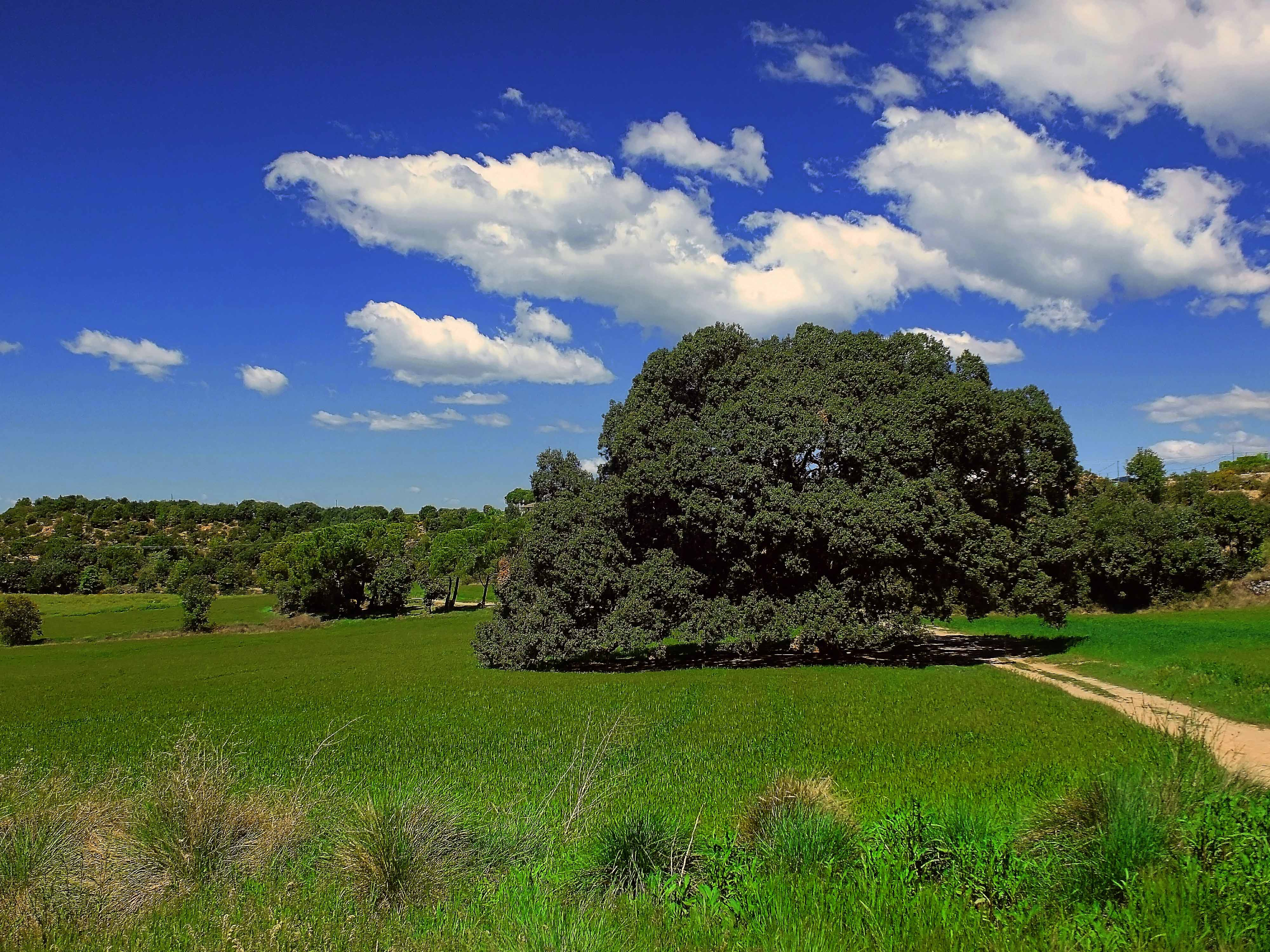
Alsina dels Colls